# Metynnis argenteus
El Dólar de plata, cuyo nombre científico es Metynnis argenteus, es una especie de pez de la familia Characidae en el orden de los Characiformes.

## Características y comportamiento
Los machos suelen ser algo más grandes que las hembras; éstos pueden llegar a alcanzar los 15 cm de longitud total. Todo su cuerpo es de color plateado a excepción de la aleta anal que, a medida que el pez vaya creciendo, el color rojo de ésta será más evidente.
En general, son peces muy pacíficos y algo asustadizos, aunque a veces pueden adoptar un comportamiento algo agresivo (similar al de sus primas las pirañas) con sus congéneres.

## Acuario apropiado y parámetros del agua
Es recomendable que habiten en un acuario largo y espacioso para que naden sin dificultades. Son peces de cardumen, por lo que debe haber como mínimo 6 ejemplares. El acuario debe de tener una luz tenue, con sustrato oscuro. Si decidimos añadirle plantas naturales, es preferible que éstas sean algo duras, robustas y con un sabor amargo para ellos. Si no es así, es muy probable que al poco tiempo aparezcan mordisqueadas y/o sin ninguna hoja.
El agua del acuario debe ser de ácida a neutra y un poco blanda:
- pH: 5.0 - 7.5
- GH: 10 - 12ºd

Requiere buenas calidades en cuanto a la calidad del agua.

## Distribución geográfica
Se encuentran en Sudamérica:  cuenca del río Tapajós en Brasil.